# Neoexpresionismo

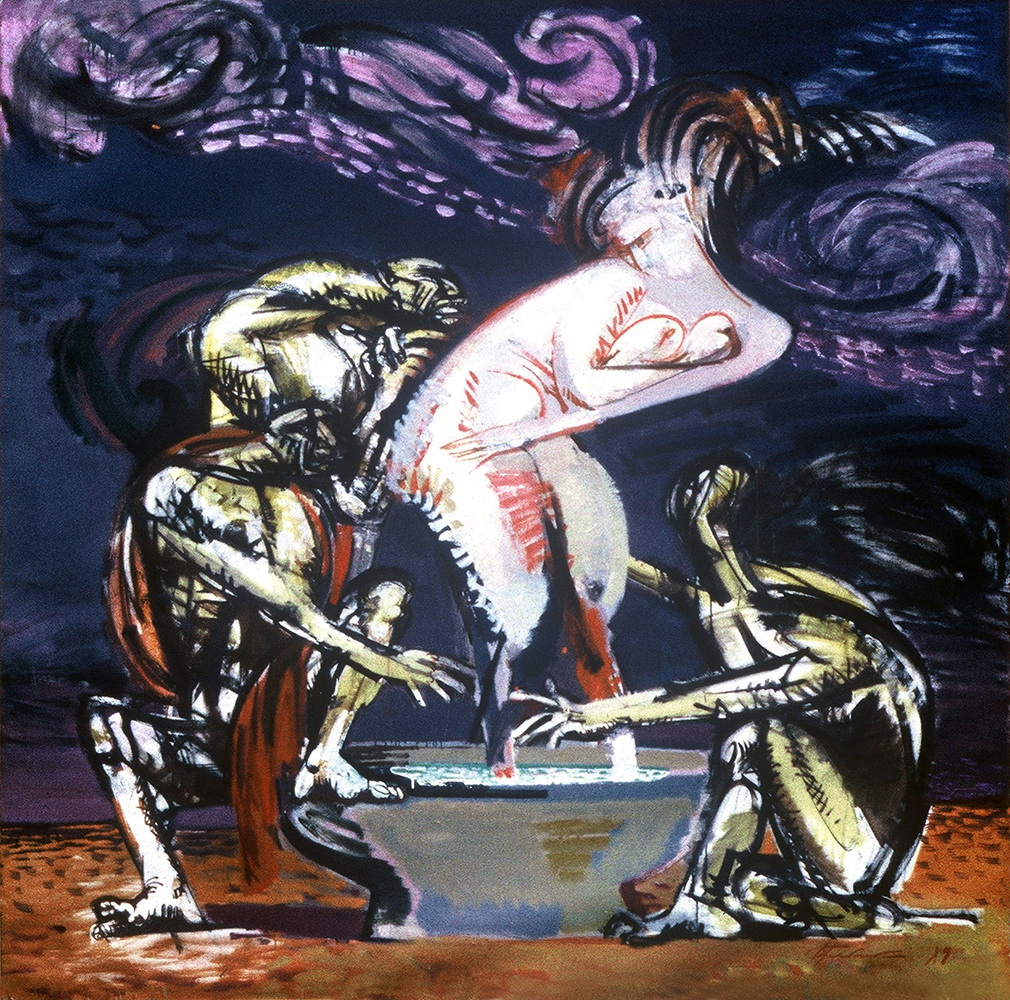
Obra de Vasiliy Ryabchenko, pintor ucraniano neoexpresionista, titulada 'Susana y los ancianos'.

El neoexpresionismo es un movimiento pictórico surgido a finales de la década de 1960 y principios de la década de 1970 en Alemania, desde donde se extendió por el resto de Europa y Estados Unidos. 
Fuertemente vinculado a la transvanguardia italiana y la figuración libre francesa, este estilo surgió como una reacción contra el minimalismo y el arte conceptual que predominaron durante los años setenta. El neoexpresionismo se caracteriza por su agresividad, sus descarnados temas, la forma en que estos son tratados y el uso de imágenes fácilmente reconocibles como el cuerpo humano, generalmente dibujadas de manera muy burda.
El neoexpresionismo se inspira en el expresionismo alemán y sus exponentes, Emil Nolde, Max Beckmann, George Grosz, además de otros artistas con estilo altamente emotivo como James Ensor y Edvard Munch; igualmente se nutren del arte tradicional, especialmente el germánico: Durero, Bruegel, El Bosco, Rembrandt. De todas formas, al contrario que la transvanguardia italiana, los neoexpresionistas no rompen con el arte de su país inmediatamente anterior a ellos, aceptando como maestros grandes artistas de los setenta como, Joseph Beuys, Nam June Paik o Wolf Vostell.

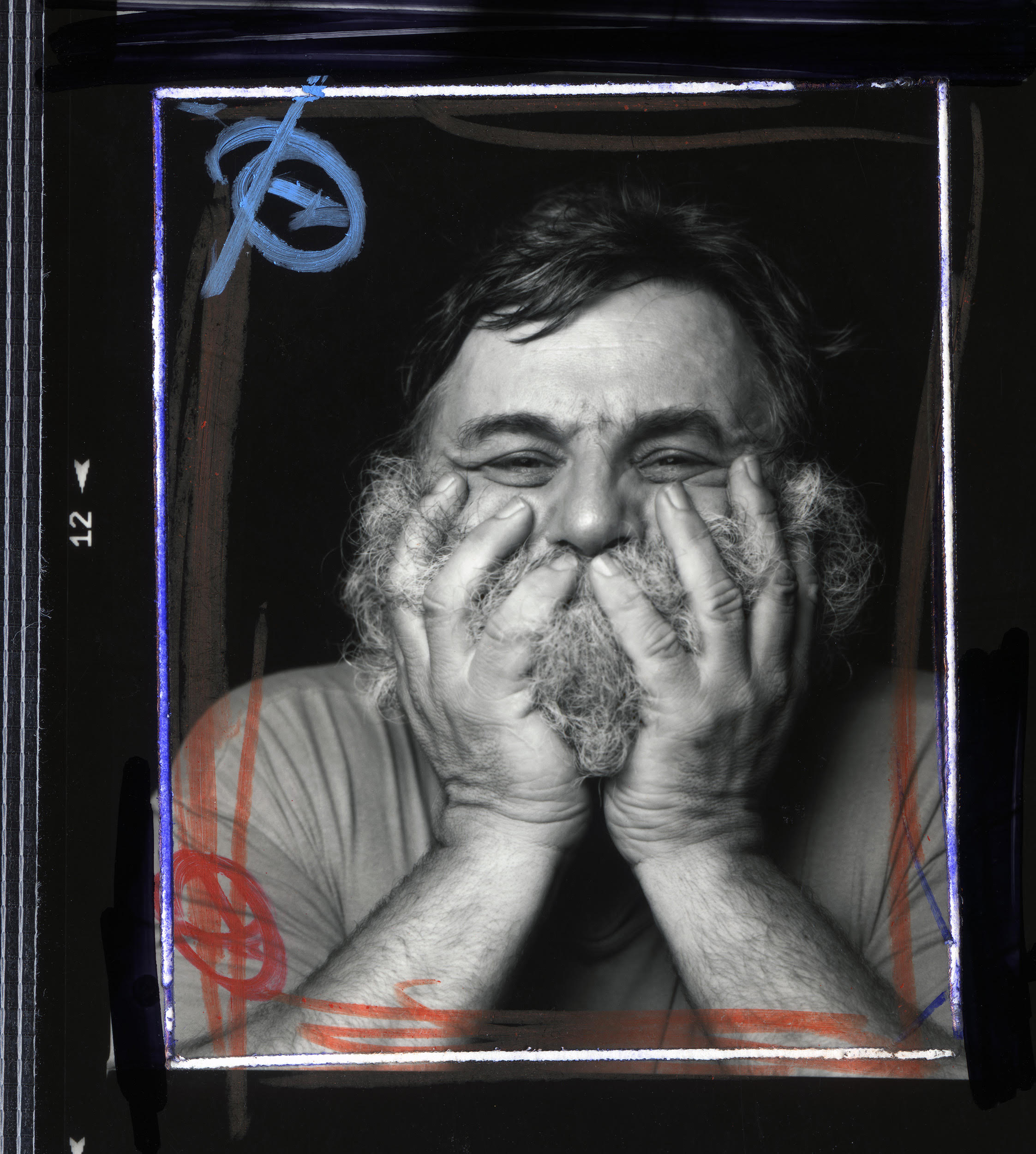
A. R. Penck en 1994.

En Alemania, el director del museo de Aquisgrán, Wolfgang Becker, acuñó el término "Die Neue Wilden" (los Nuevos Salvajes, en referencia a los Salvajes de Franz Marc) para referirse al grupo de pintores que estaban a la cabeza del neoexpresionismo alemán. Algunos de los exponentes más importantes de este movimiento son: Georg Baselitz, Anselm Kiefer, Pedro Sandoval, Markus Lüpertz, Jorge Rando, Karl Horst Hödicke, Jörg Immendorff, Dieter Krieg, Sigmar Polke, Antonius Höckelmann, Volker Tannert, A. R. Penck y Peter Brötzmann, si bien este último más reconocido en el ámbito de su carrera musical como fundador de la escena libreimprovisadora en Europa (con influencias del expresionismo sonoro de Albert Ayler), su trabajo como artista plástico lo destaca en el nacimiento del movimiento Fluxus, en estrecha relación con Nam June Paik, Wolf Vostell, Allan Kaprow, Joseph Beuys... En una segunda generación, destacan los grupos " Heftige Malerei", compuesto por Rainer Fetting, Helmut Middendorf, Bernd Koberling y Salomé (seudónimo de Wolfgang Cihlarz); y "Mülheimer Freiheit", compuesto por Hans Peter Adamski, Peter Bömmels, Walter Dahn y Jiří Georg Dokoupil. Estos grupos destacan por su agresividad temática y cromática, con colores fluorescentes y temática frecuentemente sexual. 

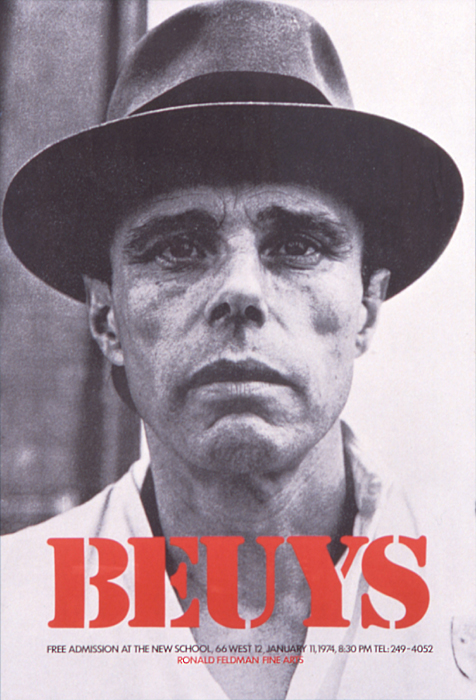
Joseph Beuys en el cartel para la serie de conferencias estadounidenses Energy Plan for the Western Man (1974) de Joseph Beuys, organizada por Ronald Feldman Gallery, Nueva York.

El neoexpresionismo destaca por obras de gran tamaño, con una técnica agresiva: el "dripping", pinceladas gestuales aplicadas violentamente sobre la tela. Generalmente son obras figurativas, aunque sin rechazar la abstracción. Utilizan gamas cromáticas amplias, con intensos contrastes cromáticos. Es el primer movimiento de posguerra alemán que se enfrenta a su propia historia, asumiendo el vacío de la época nazi, a la cual ironizan y ridiculizan.
En Estados Unidos, específicamente en Nueva York, se difundió con gran éxito la obra de los neoexpresionistas alemanes, ejerciendo una gran influencia sobre los artistas neoyorquinos, los cuales retoman este estilo; sin embargo, en los Estados Unidos los artistas desarrollan planteamientos estéticos muy diferentes unos de otros, creando una obra menos homogénea que la alemana.
Entre los artistas estadounidenses destacan Jean-Michel Basquiat y Keith Haring, que combinaban la agresividad con el humor y la ironía. Utilizaban generalmente colores básicos muy saturados, formando manchas planas o, en el caso de Haring, líneas y contornos muy definidos.
Aunque fue un movimiento de corta duración, este gozó de una gran popularidad en su momento, en parte gracias a la fuerte promoción que recibió por parte de gente importante dentro del medio artístico de la época.

## Antecedentes en Alemania

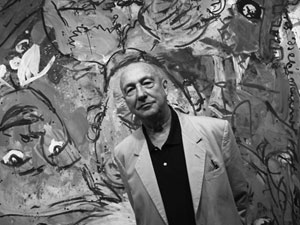
Georg Baselitz.

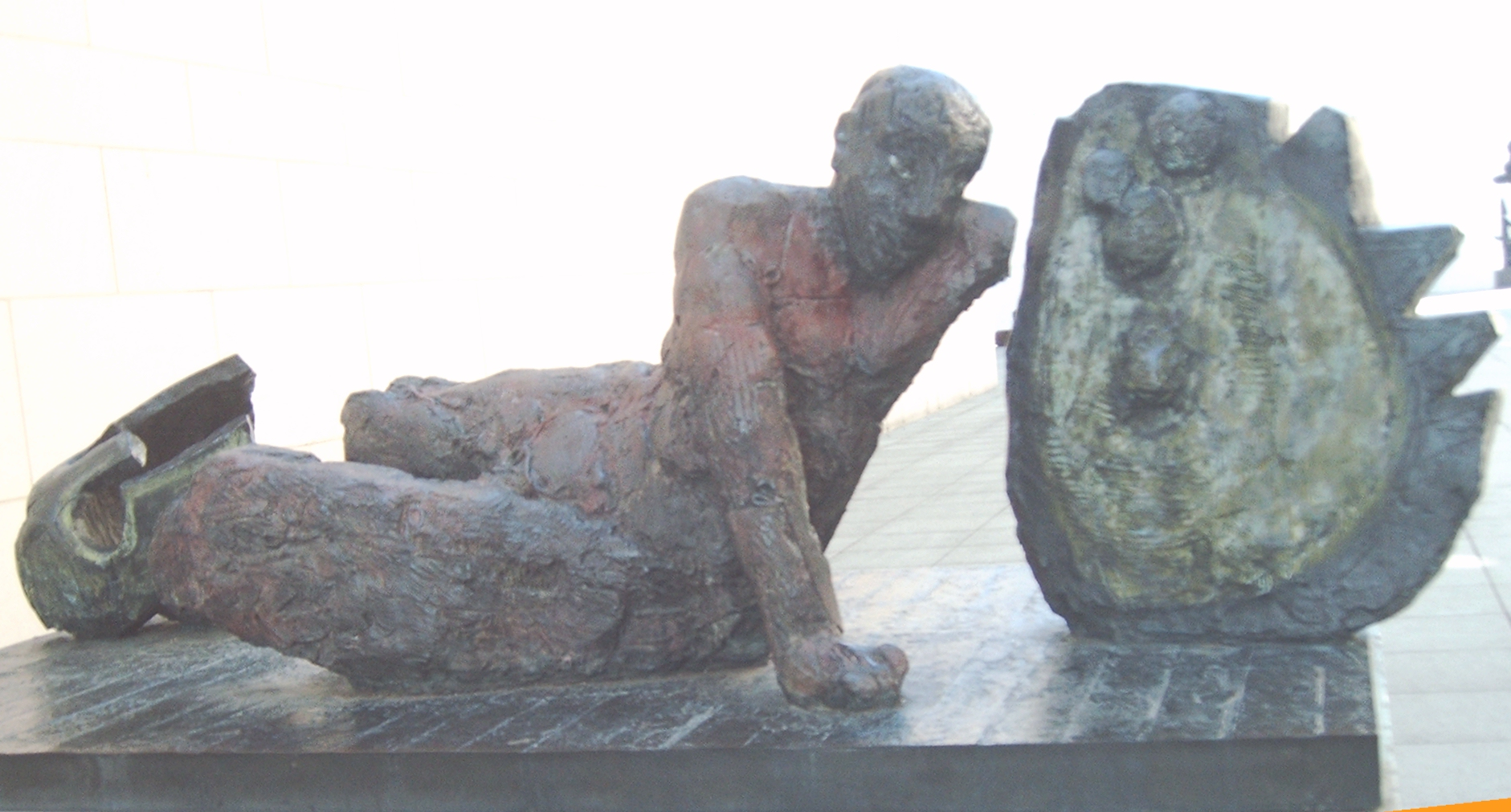
Markus Lüpertz: El combatiente caído, bronce pintado, 1995

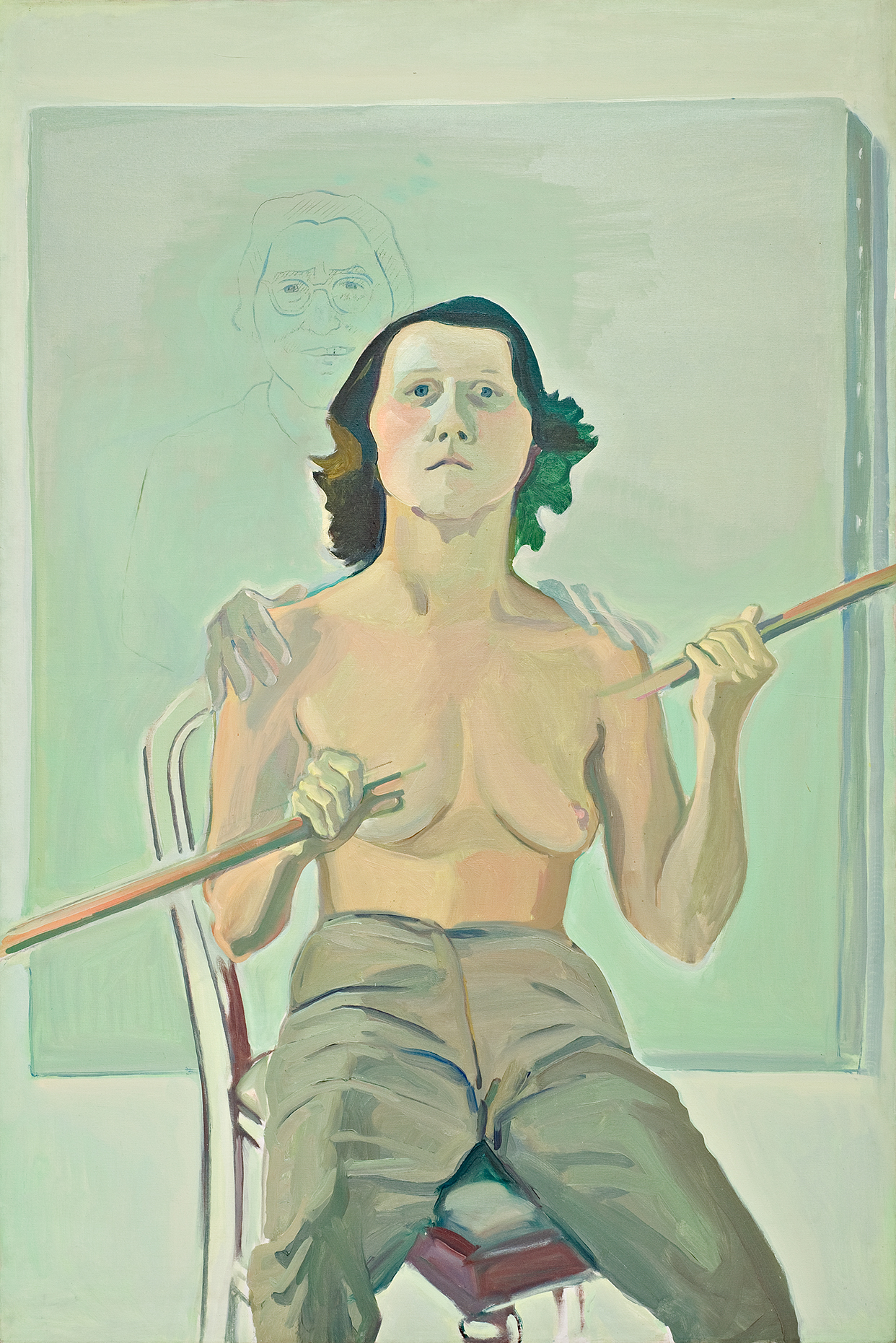
Autorretrato de Maria Lassnig, 1971.

Georg Baselitz y Eugen Schönebeck, que se habían conocido en la Hochschule für Bildende Kunst de Berlín, presentaron en 1961 su "1er  Manifiesto del Pandemonio", en el que se rebelaban contra las formas artísticas establecidas y reclamaban un nuevo estilo expresivo de pintura. Bajo el mismo título, expusieron sus pinturas en la galería de Michael Werner y Benjamin Katz en Berlín. Reiteraron su reivindicación en un manifiesto siguiente, el Pandemonium actual, el "2º  Manifiesto Pandemonium" en 1962. Poco después, la colaboración de los dos pintores finalizó. 
A partir de Art Informel, artistas como Walter Stöhrer  persiguieron en esta época planteamientos similares, elaborados sobre todo en Berlín por pintores como Peter Chevalier, Rainer Fetting, Dieter Hacker, Markus Lüpertz, Helmut Middendorf y por los fundadores del grupo Visión (1960-64), Karl Horst Hödicke y Bernd Koberling. También se incluye aquí a Anselm Kiefer, inicialmente orientado estilísticamente hacia Baselitz. 
El lenguaje pictórico suele caracterizarse por gestos espontáneos y violentos. En los primeros años, los temas eran principalmente motivos de grandes ciudades, con algunas de las ideas del Expresionismo recibidas y reproducidas de forma novedosa. En particular, se reivindicaba la vuelta de la pintura a un lenguaje pictórico personal y simbólico. Desde mediados de la década de 1970, Barbara Heinisch desarrolló así su propia combinación de pintura y performance en diálogo con el modelo.
Desde finales de la década de 1970, surgieron varias agrupaciones a partir del neoexpresionismo, a las que se asignaron palabras clave como "Berliner Heftige", "Spontanisten" y, finalmente, "Junge Wilde", o New Wilds.
Fuera de la escena artística berlinesa, la nueva pintura de protesta político-cultural encontró formas de expresión más irónicas. Así, a partir del semestre de verano de 1969, el grupo "YIUP", formado por Hans Rogalla, Peter Angermann, Robert Hartmann, Hans Heininger y Hans Henin. Su nombre era una alusión a la forma dialectal renana del nombre de pila de Beuys, "Joseph" (Jupp). A partir de "YIUP", el "Gruppe Normal" se formó en torno a Peter Angermann, Jan Knap y Milan Kunc  a partir de mediados de la década de 1970, utilizando programáticamente medios de exposición para disolver las fronteras entre el kitsch, el consumismo y el arte y relativizar "lo normal" y "lo sensible".

## Recepción por la crítica
El neoexpresionismo dominó el mercado del arte hasta mediados de la década de 1980. El estilo surgió a escala internacional y fue visto por muchos críticos, como el italiano Achille Bonito Oliva y el americano Donald Kuspit, como un renacimiento de los temas tradicionales de autoexpresión en el arte europeo tras décadas de dominio estadounidense. El valor social y económico del movimiento fue objeto de acalorados debates. Desde el punto de vista de la historia del Arte moderno, el crítico de arte australiano Robert Hughes tachó la pintura neoexpresionista de retrógrada, de fracaso de la imaginación radical y de lamentable capitulación ante el mercado del arte.
Críticos como Benjamin Buchloh, Hal Foster, Craig Owens, y la crítica y artista norteamericana Mira Schor criticaron duramente su relación con la comerciabilidad de la pintura en el mercado del arte en rápida expansión, la celebridad, el rechazo contra el feminismo, el antiintelectualismo, y un retorno a temas míticos y métodos individualistas que consideraban pasados de moda. Las mujeres fueron notoriamente marginadas en el movimiento, y pintoras como Elizabeth Murray y Maria Lassnig fueron omitidas de muchas de sus exposiciones clave, la más notoria fue la exposición New Spirit in Painting de 1981 en Londres, en la que participaron 38 pintores pero ninguna pintora.

## Artistas del neoexpresionismo

Jean-Michel Basquiat en 1984.

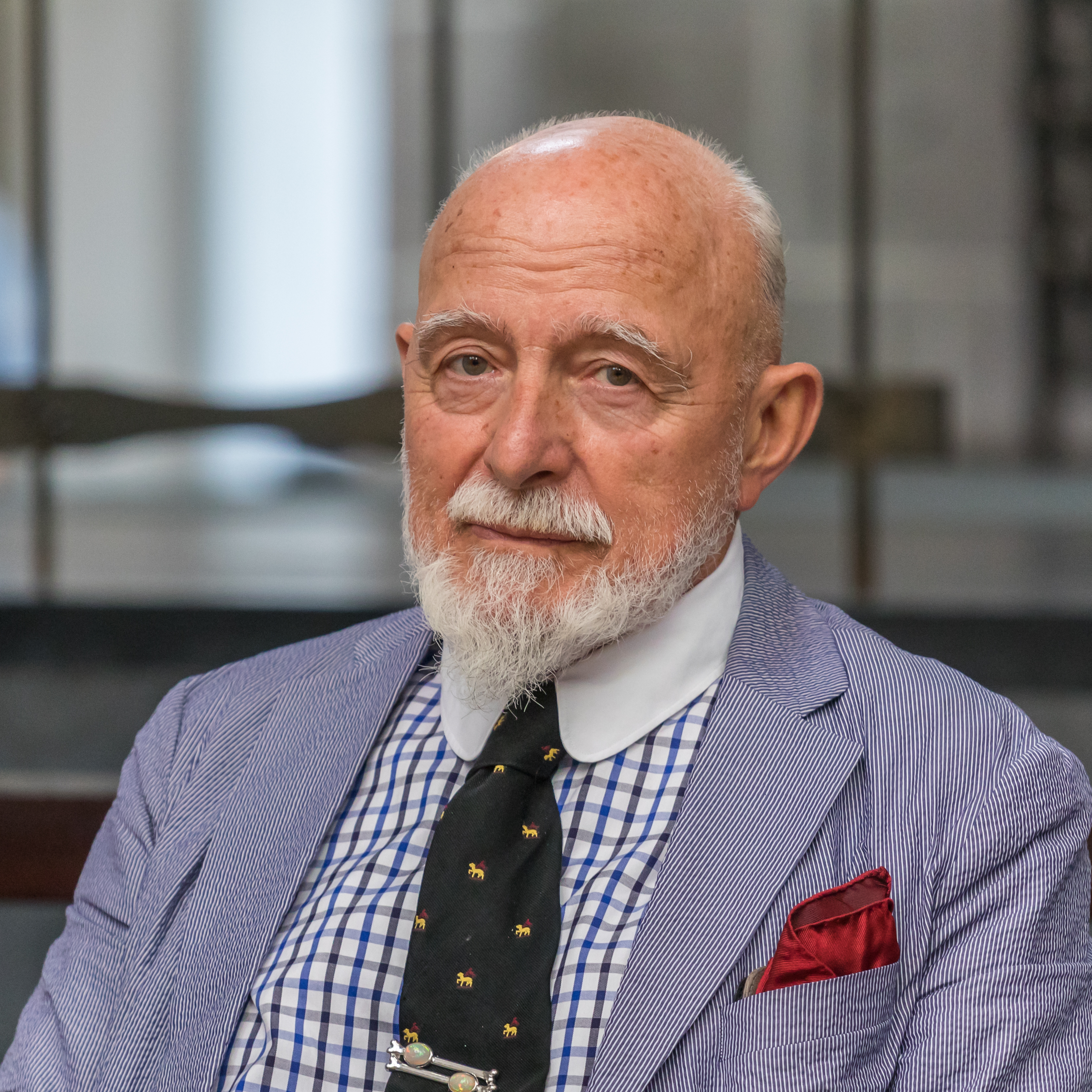
Markus Lüpertz en 2020.

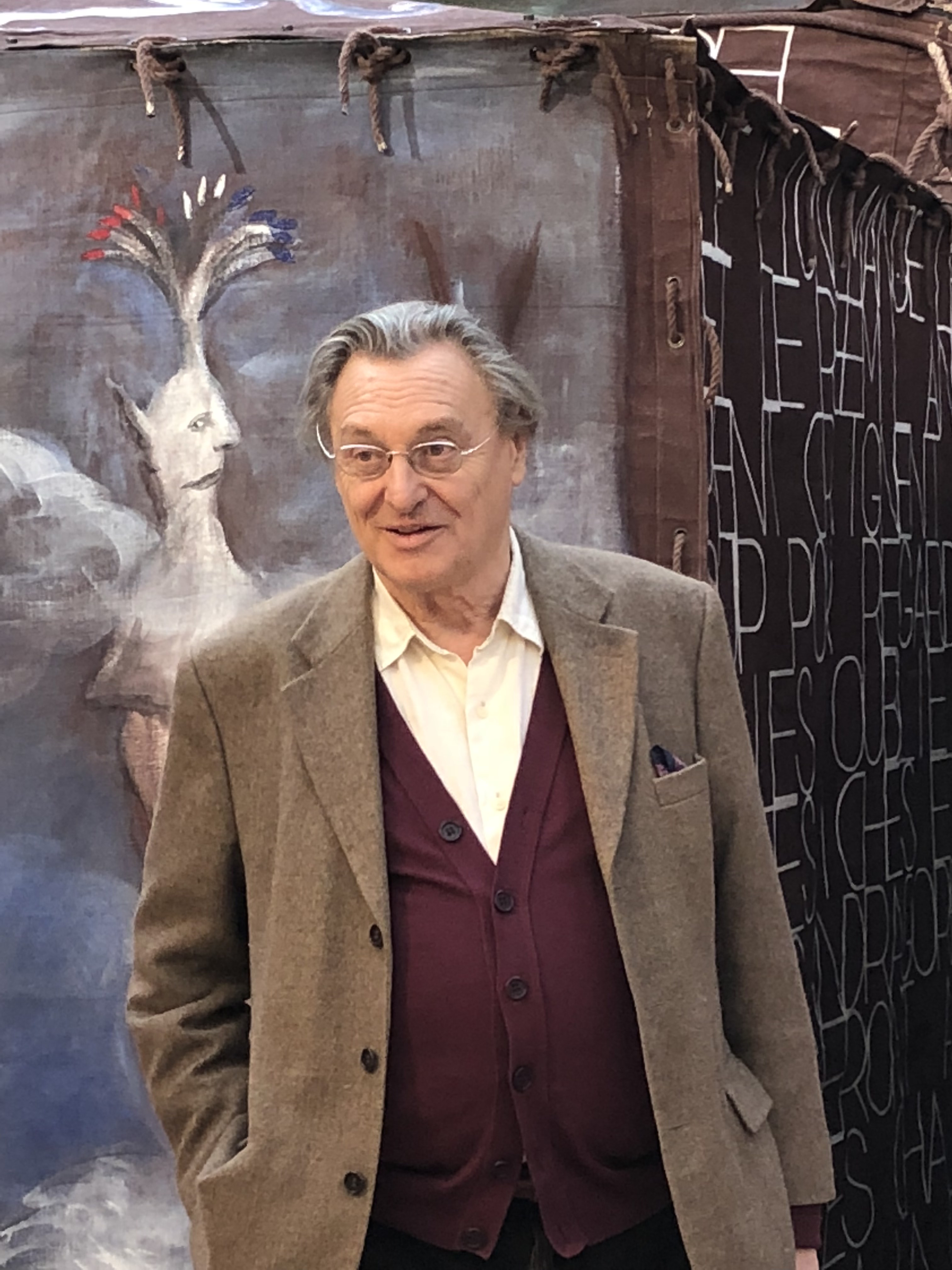
Gérard Garouste en 2018.

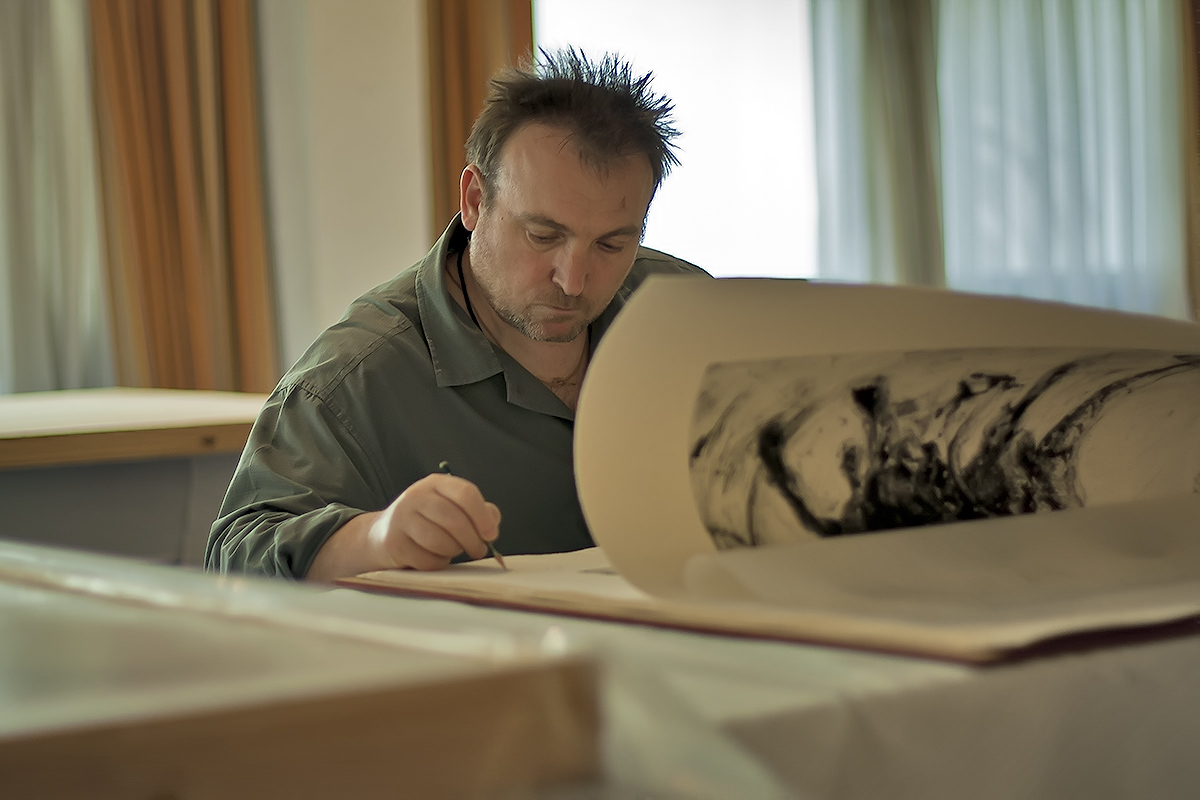
Miquel Barceló en 2011.

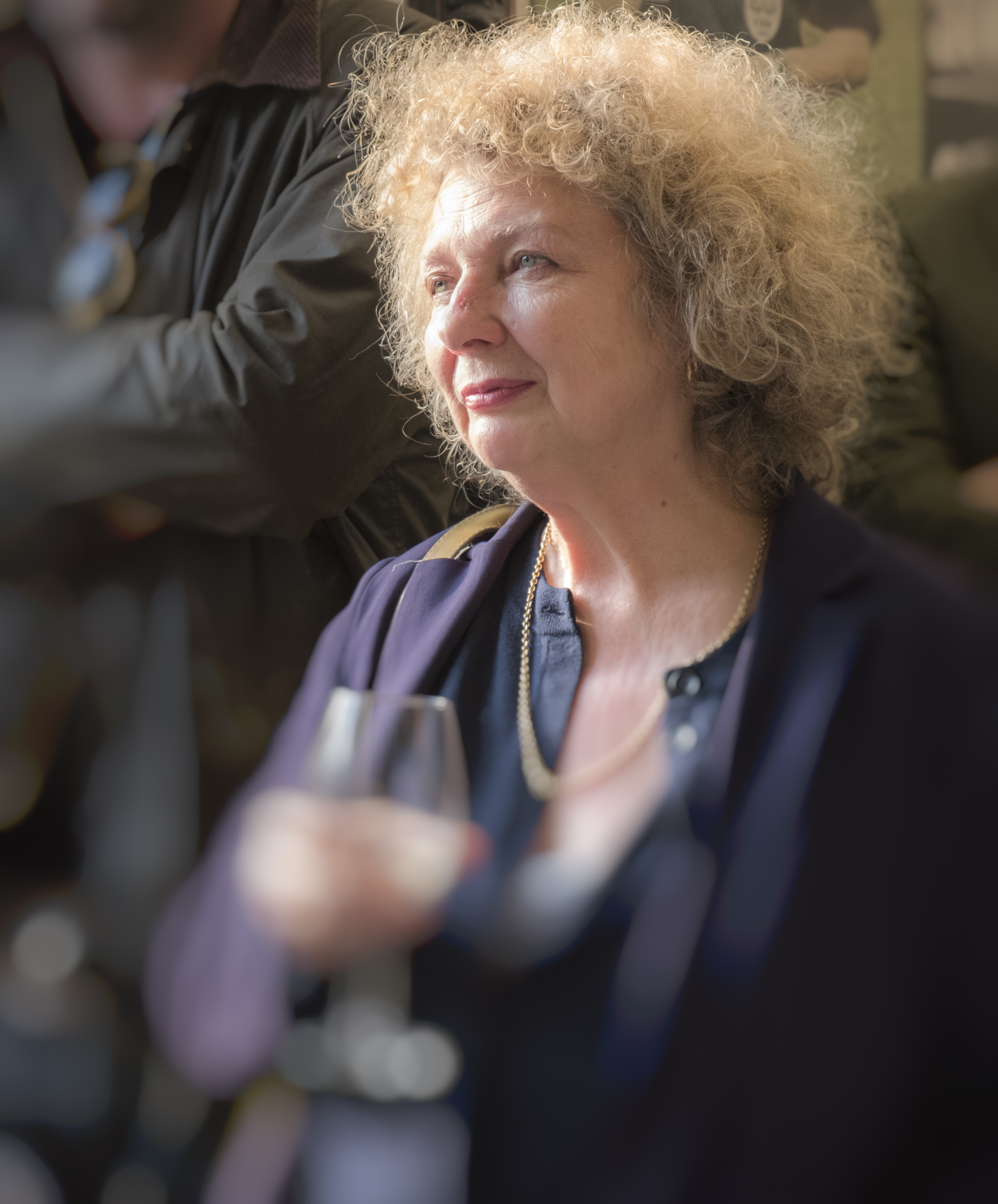
Marlene Dumas

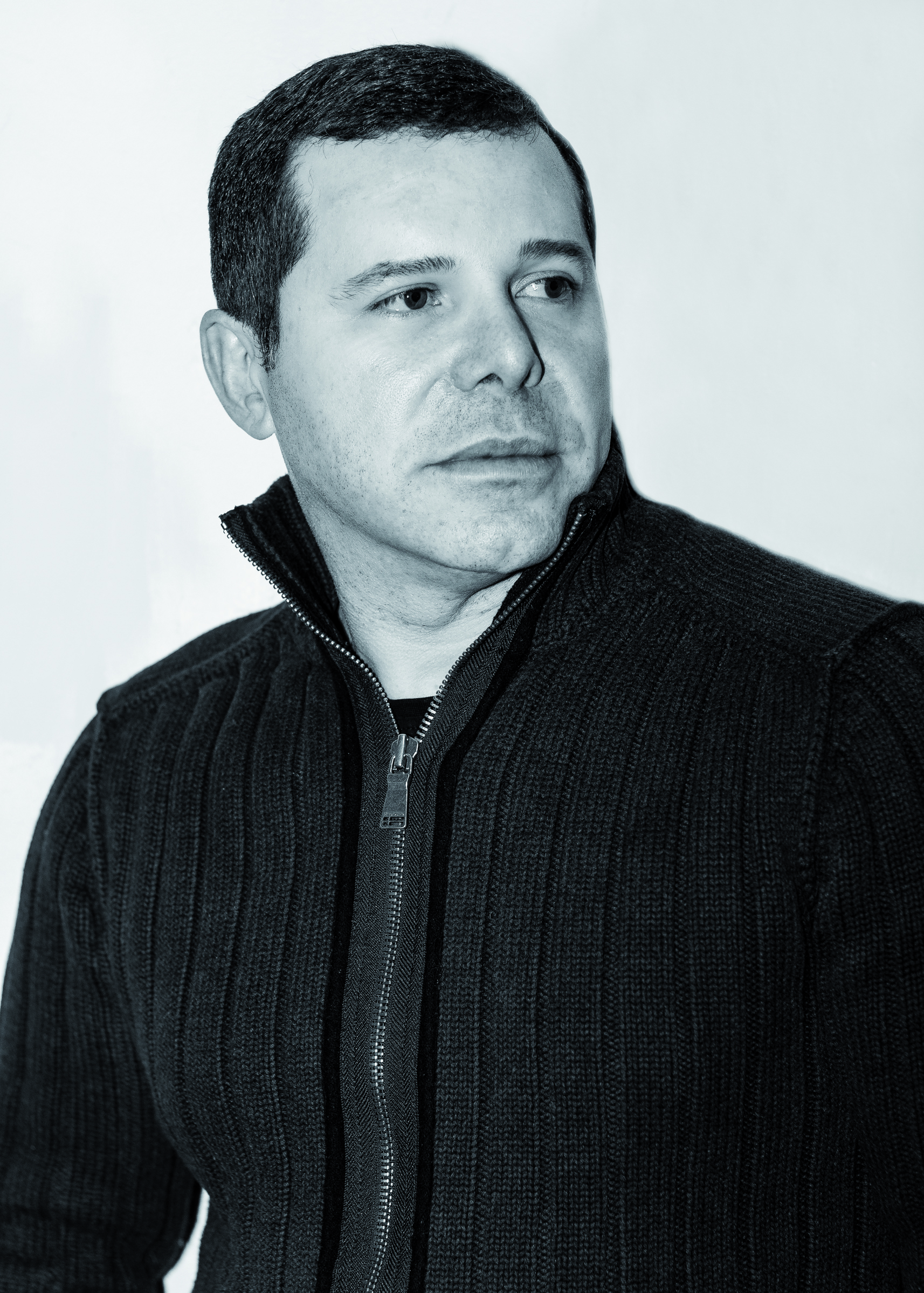
Pedro Sandoval en 2013.

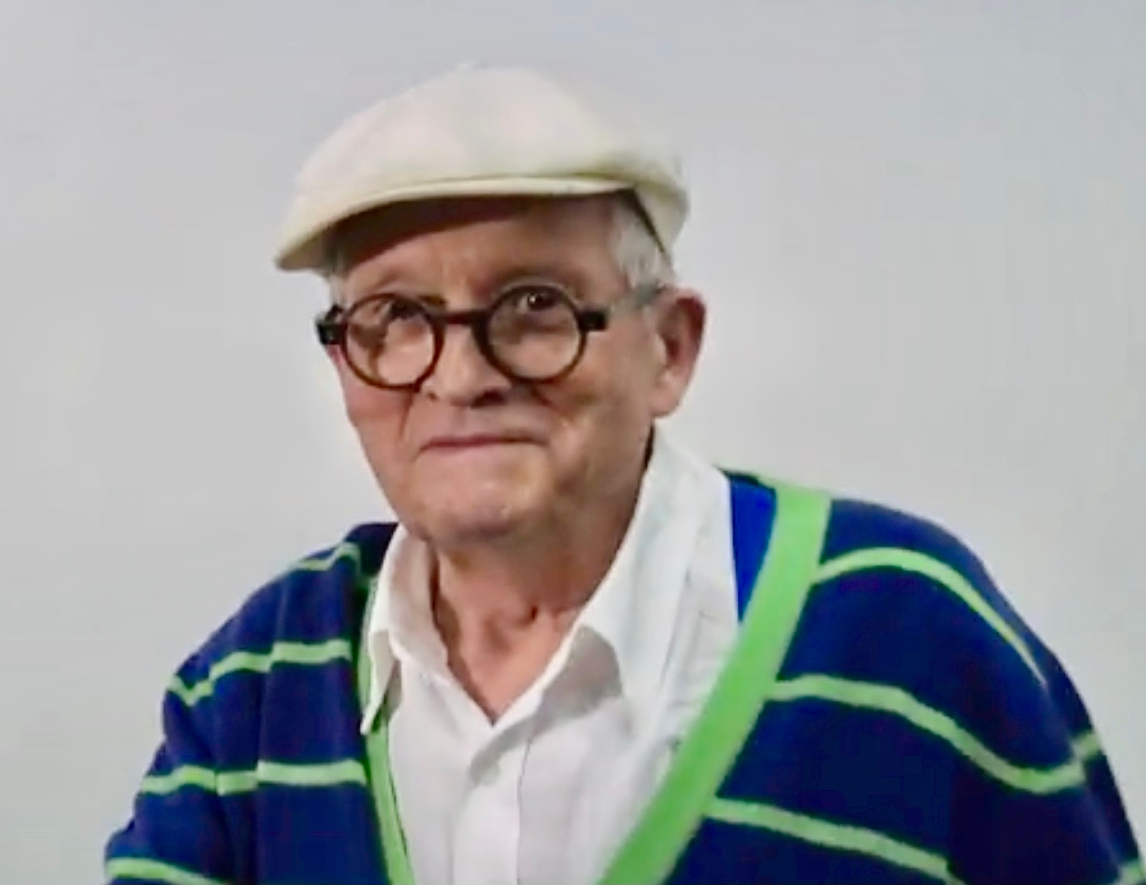
David Hockney en 2017.

| Alemania                                  | Georg Baselitz (a menudo considerado el padre de este estilo) |
| (Neue Wilde)                              | Anselm Kiefer                                                 |
|                                           | Jörg Immendorff                                               |
|                                           | Markus Lüpertz                                                |
|                                           | Sigmar Polke                                                  |
|                                           | A. R. Penck                                                   |
|                                           | Fred Friedrich                                                |
|                                           | Peter Brötzmann                                               |
|                                           | Volker Tannert                                                |
|                                           | Karl Horst Hödicke                                            |
| Estados Unidos                            | Jean-Michel Basquiat                                          |
| (nuevo fauvismo, punk art o bad painting) | Eric Fischl                                                   |
|                                           | David Salle                                                   |
|                                           | Julian Schnabel                                               |
|                                           | Jeff Koons                                                    |
|                                           | Kenny Sharf                                                   |
|                                           | Edgar Yaeger                                                  |
|                                           | Elizabeth Murray (artista)                                    |
| Reino Unido                               | David Hockney                                                 |
|                                           | Frank Auerbach                                                |
|                                           | Leon Kossoff                                                  |
| Francia                                   | Rémi Blanchard                                                |
| (Figuration Libre)                        | François Boisrond                                             |
|                                           | Robert Combas                                                 |
|                                           | Hervé Di Rosa                                                 |
|                                           | Gérard Garouste                                               |
| Italia                                    | Francesco Clemente                                            |
| (Transvanguardia)                         | Sandro Chia                                                   |
|                                           | Enzo Cucchi                                                   |
|                                           | Mimmo Paladino                                                |
|                                           | Nicola De Maria                                               |
| Irak                                      | Ahmed Al Safi                                                 |
| Países Bajos                              | Menno Baars                                                   |
| Sudáfrica                                 | Marlene Dumas                                                 |
| España                                    |                                                               |
|                                           | Miquel Barceló                                                |
|                                           | Ricardo Pecharromán                                           |
|                                           | Jorge Rando                                                   |
|                                           | José María Sicilia                                            |
|                                           | Joan Pere Viladecans                                          |
| República Checa                           | Jiří Georg Dokoupil                                           |
| Australia                                 | George Gittoes                                                |
| Austria                                   | Maria Lassnig                                                 |
| Venezuela                                 | Pedro Sandoval                                                |
| Argentina                                 | Alejandro Gavriloff                                           |
| Colombia                                  | Lorenzo Jaramillo                                             |

## Neoexpresionismo y expresionismo abstracto
El neoexpresionismo y el expresionismo abstracto son dos movimientos artísticos que, aunque comparten ciertas raíces, presentan diferencias significativas en su enfoque y características. El expresionismo abstracto surgió como respuesta a la Segunda Guerra Mundial. Se enfoca en la abstracción pura. Artistas como Jackson Pollock y Mark Rothko son representativos. El enfoque es en la subjetividad para expresar sentimientos profundos a través de pinceladas espontáneas y caóticas. Por su parte,  el neoexpresionsmo busca representar objetos identificables, a menudo distorsionados, con colores vibrantes y temas que pueden incluir referencias históricas o mitológicas.